# Drang nach Osten
Drang nach Osten (tyska för längtan/trånad mot öster/österut) Termen härrör från 1800-talet och myntades av tyska intellektuella. Termen avser Tysklands vilja och impuls att expandera österut och bosätta sig eller kolonisera områden öster om Tyskland som främst bebos av slaver och balter. Termen är kopplad till nazisternas uppfattning att det tyska folket behövde Lebensraum österut. Termen Drang nach Osten kan därför användas som en negativ term då den kopplas samman med tysk aggressivitet och erövringslusta. 
Historiskt är termen kopplad till en lång historisk utveckling av att tysktalande grupper under medeltiden sökte sig till och slog sig ner i det relativt glest befolkade Central- och Östeuropa (Ostsiedlung). Det skedde en omfattande invandring av tysktalande grupper som bland annat slog sig ner i städer. Detta gick ofta fredligt till och i samförstånd med lokala slaviska makthavare. Under denna process finns det exempel både på samförstånd och fientlighet mellan tysktalande grupper och slaver.